# Spadochroniarstwo na Światowych Wojskowych Igrzyskach Sportowych 2011
Spadochroniarstwo na Światowych Wojskowych Igrzyskach Sportowych 2011 – zawody dla sportowców-żołnierzy zorganizowane przez Międzynarodową Radę Sportu Wojskowego, które odbyły się w brazylijskim Rio de Janeiro w dniach 16–22 lipca 2011 roku podczas igrzysk wojskowych. Mistrzostwa rozgrywane były w Academia Militar das Agulhas Negras oraz na Aeroporto de Resende w Resende. Polka Monika Sadowy-Naumienia indywidualnie zdobyła brązowy medal w skokach na celność lądowania.
Zawody były równocześnie traktowane jako XXXVI Wojskowe Mistrzostwa Świata w spadochroniarstwie.

## Harmonogram
| Lipiec 2011       | 15 | 16 | 17 | 18 | 19 | 20 | 21 | 22 | 23 | 24 |
| ----------------- | -- | -- | -- | -- | -- | -- | -- | -- | -- | -- |
| Spadochroniarstwo |    |    |    |    | 2  | 2  |    | 4  |    |    |

Legenda
|  | Eliminacje |  | Dzień rezerwowy | 1 | Finał (ilość) |

## Konkurencje
W turnieju rozegrane zostało osiem konkurencji (cztery damskie i cztery męskie);
- Celność lądowania indywidualnie i drużynowo oraz
- Formacje Skydive i spadochron sportowy drużynowo

## Medaliści

### Mężczyźni
| Konkurencja                     | Złoto                       | Srebro             | Brąz                     |
| celność lądowania indywidualnie | Francesco Gullotti · Włochy | Liang Yong · Chiny | Borut Erjavic · Słowenia |
| celność lądowania drużynowo     | Włochy ·                    | Węgry ·            | Słowenia ·               |
| formacja Skydive                | Belgia ·                    | Niemcy ·           | Stany Zjednoczone ·      |
| spadochron sportowy drużynowo   | Niemcy ·                    | Czechy ·           | Hiszpania ·              |

### Kobiety
| Konkurencja                     | Złoto               | Srebro                           | Brąz              |
| celność lądowania indywidualnie | Peng Jia · Chiny    | Monika Sadowy-Naumienia · Polska | He Yufeng · Chiny |
| celność lądowania drużynowo     | Włochy ·            | Stany Zjednoczone ·              | Kazachstan ·      |
| formacja Skydive                | Stany Zjednoczone · | Francja ·                        | Brazylia ·        |
| spadochron sportowy drużynowo   | Stany Zjednoczone · | Chiny ·                          | Francja ·         |

## Klasyfikacja medalowa
* Organizator zawodów został zaznaczony tym kolorem, Polskę oznaczono tekstem pogrubionym.
| Miejsce            | Reprezentacja      | Złoto | Srebro | Brąz | Razem |
| ------------------ | ------------------ | ----- | ------ | ---- | ----- |
| 1                  | Włochy             | 3     | 0      | 0    | 3     |
| 2                  | Stany Zjednoczone  | 2     | 1      | 1    | 4     |
| 3                  | Chiny              | 1     | 2      | 1    | 4     |
| 4                  | Niemcy             | 1     | 1      | 0    | 2     |
| 5                  | Belgia             | 1     | 0      | 0    | 1     |
| 6                  | Francja            | 0     | 1      | 1    | 2     |
| 7                  | Czechy             | 0     | 1      | 0    | 1     |
| 7                  | Polska             | 0     | 1      | 0    | 1     |
| 7                  | Węgry              | 0     | 1      | 0    | 1     |
| 10                 | Słowenia           | 0     | 0      | 2    | 2     |
| 11                 | Brazylia *         | 0     | 0      | 1    | 1     |
| 11                 | Hiszpania          | 0     | 0      | 1    | 1     |
| 11                 | Kazachstan         | 0     | 0      | 1    | 1     |
| Ogółem (13 państw) | Ogółem (13 państw) | 8     | 8      | 8    | 24    |

Źródło: